# Nikolai Brusentsov
Nikolai Brusentsov (Kamenskoe, Ucrânia, 7 de fevereiro de 1925 – Moscou, 4 de dezembro de 2014) foi um cientista da computação russo, mais conhecido por ter construído um computador ternário balanceado, o Setun, em 1958.